# Niedersächsische Taekwondo Union

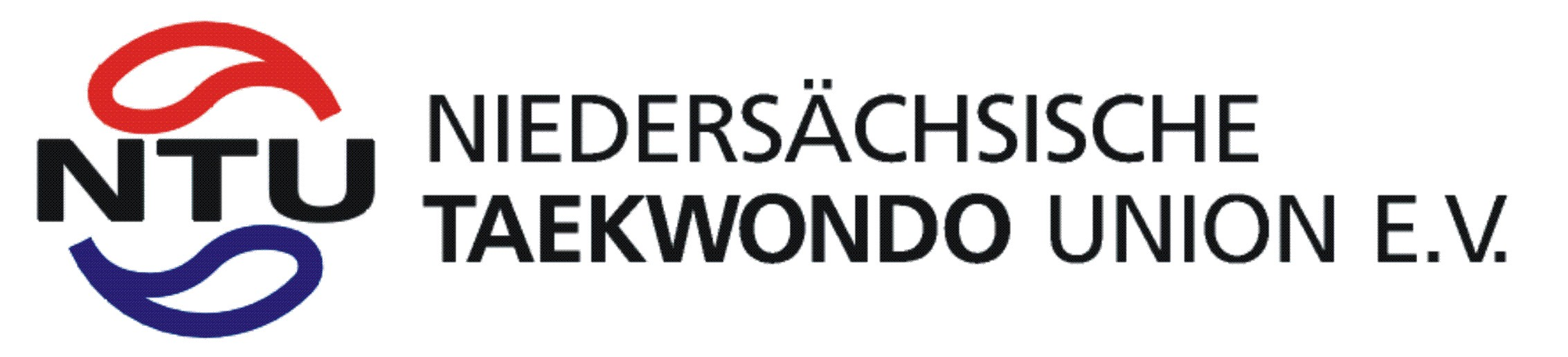
Das offizielle NTU e.V.-Logo mit Schriftzug.

Die Niedersächsische Taekwondo Union (NTU) ist der Landesdachverband für Taekwondo in Niedersachsen mit Sitz in Munster. Die NTU ist Mitglied in der Deutschen Taekwondo Union und erkennt deren Regelungen an.

## Geschichte
Der Verband wurde am 13. Juni 1981 in Hameln gegründet. Die Rechtsform ist der eingetragener Verein. Derzeit umfasst die NTU 66 Vereine in Niedersachsen. Nach Rücktritt Carsten Runges ist auf der außerordentlichen Mitgliederversammlung vom 12. November 2017 Jürgen Oetjens interims-mäßig als Präsident gewählt worden. Die NTU ist der einzig anerkannte Fachverband in Niedersachsen für olympisches Taekwondo.

## Logo
Das Logo ziert die drei Buchstaben „NTU“ in schwarzer Schrift, die von den „Eum und Yang“-Bögen, die koreanische Variante des Yin und Yang, in traditionell roter und blauer Farbe eingeschlossen werden. Dieses Symbol steht für das Universum und beinhaltet jegliche Antagonismen, die auf der Welt zu finden sind. Es ist ebenfalls wesentlicher Bestandteil der Nationalflagge Südkoreas.

## Erfolgreiche NTU-Sportler
Die NTU hat im Laufe ihres Bestehens zahlreiche Erfolge auf Weltebene hervorgebracht. Darunter zählen zum Beispiel die amtierenden Europameister im Freestyle Poomsae Franziska Schneegans und Lukas Stein.

## Stiftung
Zur Unterstützung finanzschwacher Vereine und Sportler sowie zur Kinder- und Jugendförderung hat die NTU am 27. September 2009 die „Sportstiftung Niedersächsische Taekwondo Union“ ins Leben gerufen. 2016 wurde erstmals ein Sportler finanziell unterstützt: Pascal Otto bekam einen Teil der Reisegebühren für die Teilnahme am Olympischen Jugendlager in Rio de Janeiro erstattet.